# Édouard Lartet

Pierced rod from - Magdalenian - Former collection of Laret – Muséum de Toulouse

Édouard Armand Lartet, född 15 april 1801 i Castelnau-Barbarens, död 28 januari 1871 i Seissan, var en fransk domare, geolog och arkeolog, far till Louis Lartet. 
Lartet härstammade från en sydfransk godsägarsläkt. Efter att ha studerat juridik och en kortare tid ha praktiserat som advokat återvände han till sitt gods och blev privatforskare på ungefär samma villkor som den jämnårige Charles Darwin. Lartet är den ledande gestalten inom den tidiga paleolitiska forskningen, en domare som hade börjat ägna sig åt paleontologi och offentligt intygat vikten av Boucher de Perthes upptäckter. År 1836 gjorde han ett sensationellt fynd av en fossil människoapa, Pliopithecus i departementet Gers i Sydfrankrike. Stödd av den engelske bankmannen Henry Christy började han 1863 utforska grottor och boplatser i Dordogne, vilka visade honom att de äldsta människorna hade levt samtidigt med mammutar, grottbjörnar och ullhåriga noshörningar. 1864 påträffade han i grottan La Madeleine den berömd teckningen av en mammut på ett elfenbensstycke. Undersökningarna offentliggjordes 1875 i Reliquiæ aquitanicæ 1875 efter både Lartet och Christys död. 1869 blev han professor i paleontologi vid Muséum d'histoire naturelle.
Han förstod snabbt att paleolitikum inte var en enda fas i mänsklighetens historia, utan en hel rad utvecklingsfaser som kunde skiljas från varandra genom de artefakter och förhistoriska djur som förekom under dem. Han ville ha en klassifikation efter paleontologiska kriterier och skilde på fyra tidsåldrar:
- Urox- eller bisonperioden
- Renperioden
- Mammut- och ullhårig noshörningsperioden
- Grottbjörnsperioden

Så småningom insåg han att de sista två perioderna inte kunde skiljas åt i tiden. Fyndplatsen i Le Moustier förklarades vara typisk för en nykonstruerad grottbjörns- och mammutperiod. Till Lartets tre perioder fogade Félix Garrigou en ännu äldre flodhästperiod, under vilken människorna i huvudsak hade bott ute i det fria.